# 蒂姆·麦克
蒂莫西·“蒂姆”·麦克（英語：Timothy "Tim" Mack，1972年9月15日—），生于俄亥俄州克利夫兰，美国田径运动员。他曾获得过2004年夏季奥林匹克运动会男子撑杆跳高金牌。